# Le Clan des chimères
Le Clan des chimères est une série de bande dessinée fantastique française. 
- Scénario : Éric Corbeyran
- Dessins : Michel Suro
- Couleurs : Hubert (T1 à T3), Yannick (T2 à T5), Isabelle Drouaillet (T6)

## Synopsis
Automne 1450. Payen de Roquebrune est un petit noble campagnard qui vit en repli avec son épouse Gwenaldren et ses gens dans un castel austère. Mais son domaine est très convoité par un lointain cousin, Adémar, et les deux hommes se livrent bataille sans relâche. Alors qu'il a déjà une fille, Cylinia, née d'une union furtive avec Smerald, une guérisseuse, Gwenaldren donne le jour à un petit garçon prénommé Abeau. Cependant, la nuit même de sa naissance, l'enfant est enlevé. 
Le lendemain, on retrouve l'enfant ainsi qu'une mystérieuse petite griffe dans le berceau. Smerald apprendra plus tard à Payen que l'enfant n'est pas son fils naturel, mais un rejeton des fées, cruel et dangereux. Les tensions se font alors de plus en plus ressentir entre les différents personnages: vengeance, trahison, meurtres, vont dès lors parsemer le chemin de nos héros.

## Albums
- Tome 1 : Tribut (2001)[1]
- Tome 2 : Le Bûcher (2002)
- Tome 3 : Ordalie (2003)
- Tome 4 : Sortilège (2004)
- Tome 5 : Secret (2006)
- Tome 6 : Oubli (2007)

## Publication

### Éditeurs
- Delcourt (Collection Machination) : Tomes 1 à 6 (première édition des tomes 1 à 6).